# Kárpátalja zászlaja
Kárpátalja zászlaja – Kárpátalja egyik területi jelképe.
Kárpátalja zászlaja két vízszintes sávból áll, a felső kék színű, míg az alsó sárga. A felső kék sávban Kárpátalja címere található.
A zászlót hosszas viták után végül 2009. február 27-én fogadta el a Kárpátaljai Megyei Tanács.

## Külső hivatkozások
- Українське геральдичне товариство
- Zászlaja lett Kárpátaljának
- Alkotmányellenes Kárpátalja új zászlaja?